# Jodok
Jodok (hangul: 요덕군, Jodok-kun, handzsa: 耀德郡, RR: Yodŏk-kun, ’csillámló erény’) megye Észak-Koreában, Dél-Hamgjong (Hamgyŏng) tartományban. 1023-ban alapították, Jodokcsin (요덕진; 耀德鎭, Yodŏkchin) néven. 1952-ben emelték megyei rangra.

## Földrajza
Keletről Csongphjong (Chŏngp'yŏng) és Kumja (Kŭmya), délről Szudong (Sudong) és Dél-Phjongan (P'yŏngan) tartománybeli Sinjang (Sinyang), nyugatról Dél-Phjongan (P'yŏngan) tartománybeli Mengszan (Maengsan) és Njongvon (Nyŏngwŏn), Északról Dél-Phjongan (P'yŏngan) tartománybeli Tehung (Taehŭng) határolja.
Legmagasabb pontja az 1833 méter magas Modobong (모도봉; 毛道峯, Modobong).

## Közigazgatása
1 községből (up (ŭp)), 21 faluból (ri (ri))  áll:
| - Jodok-up (요덕읍; 耀德邑, Yodŏk-ŭp) - Kvanphjong-ri (관평리; 館坪里, Kwanp'yŏng-ri) - Kuup-ri (구읍리; 舊邑里, Kuŭp-ri) - Teszuk-ri (대숙리; 大淑里, Taesuk-ri) - Tongszan-ri (동산리; 東山里, Tongsan-ri) - Rjangszu-ri (량수리; 兩水里, Ryangsu-ri) - Rjongphjong-ri (룡평리; 龍坪里, Ryongp'yŏng-ri) - Ripszok-ri (립석리; 立石里, Ripsŏk-ri) - Munam-ri (문암리; 文岩里, Munam-ri) - Miszam-ri (미삼리; 美三里, Misam-ri) - Szong-ri (성리; 城里, Sŏng-ri) | - Szongcshon-ri (성천리; 城川里, Sŏngch'ŏn-ri) - Szongdo-ri (송도리; 松島里, Songdo-ri) - Vanszan-ri (완산리; 完山里, Wansan-ri) - Unhung-ri (운흥리; 雲興里, Unhŭng-ri) - Inhva-ri (인화리; 仁和里, Inhwa-ri) - Inhung-ri (인흥리; 仁興里, Inhŭng-ri) - Cshonhung-ri (천흥리; 泉興里, Ch'ŏnhŭng-ri) - Phjongvon-ri (평원리; 坪原里, P'yŏngwŏn-ri) - Phjongdzson-ri (평전리; 坪田里, P'yŏngjŏn-ri) - Hjangbong-ri (향봉리; 香峯里, Hyangbong-ri) - Hungszang-ri (흥상리; 興上里, Hŭngsang-ri) |

## Gazdaság
Jodok (Yodŏk) megye gazdasága papírgyártásra, hangszergyártásra, bútorgyártásra, textiliparra épül.

## Oktatás
Jodok (Yodŏk) megye egy főiskolának, kb. 50 általános és középiskolának ad otthont.

## Egészségügy
A megye számos egészségügyi intézménnyel rendelkezik, köztük 1 megyei és számos helyi kórházzal.

## Közlekedés
A megye közutakon a szomszédos helységek felől közelíthető meg. A megye vasúti kapcsolattal rendelkezik, a Phjongna (P'yŏngra) vasútvonal része.